# Хоэнвештедт
Хоэнвештедт (нем. Hohenwestedt, н.-нем. Wiste) — коммуна в Германии, в земле Шлезвиг-Гольштейн.
Входит в состав района Рендсбург-Экернфёрде. Население составляет 4908 человек (на 31 декабря 2010 года). Занимает площадь 18,18 км².

## История
Территория Хоэнвештедта была населена людьми уже в 3000 году до н. э., о чём свидетельствуют находки эпохи неолита. Крупнейший реликт этого периода — «чашечный камень», крупный валун с выемками для жертвоприношений. Ныне он выставлен в центре города. Эпохой бронзового века отмечен курган Glüsing, где найдены предметы, захороненные с умершими.
Впервые местность упоминается в 1217 году как Ветштеде (Wetsstede), что можно перевести как «поселение в лесу». Удачное расположение на торговых путях Оксенвег — Любше-Тред привело к быстрому экономическому расцвету Хоэнвештедта. Однако этими дорогами маршировали и армии, разорявшие поселение. В 1616 и 1768 годах поселение охватили пожары и уничтожили все дома и церковь.
В 1867 году появился судебное присутствие, существовавший до 1975 года. В 1877 железнодорожное сообщение соединило Хоэнвештедт с линией Ноймюнстер-Хайде. В 1901 году установилось сообщение с Рендсбургом, продлённое в 1916 году до Шенефельда. Эта железная дорога прекратила свою работу в 1956 году.
В 1924 и 1925 годах в Хоэнвештедте, Ниндорфе, Остерштедте, Вапельфельде и Таппендорфе образовалась местная группировка НСДАП из 40 членов. В эти же годы в муниципалитете Ваасбюттель открылся Nordmarkthings.
С 9 по 10 августа 1930 года Адольф Гитлер переночевал на вилле местного руководителя НСДАП Вильгельма Хамкенса, который с 1920 года в Хоэнвештедте работал адвокатом и нотариусом. В 1932 году члены СС забросали ручными гранатами дом местного члена партии СПД.
В ходе парламентских выборов в марте 1933 года 72,2 % жителей Хоэнвештедта отдали голоса за НСДАП, 5,8 % — за НННП, 18,4 % — за СПД, 1,7 % — за КПГ (наивысший процент).
В 1938 году окраины Ваасбюттель и Глюсинг объединены.
После Второй мировой войны многие беженцы прибыли в поисках лучшей жизни, и население выросло до 5300 человек (1946 год). Увеличилось число сельских поселений.
В Хоэнвештедте располагалась офисы немецких компаний, а также сервисный центр датской компани «Lego». В ходе реструктуризации в 2006 году центр закрыт.
С 2007 по 2011 годы в ходе укрупнения административных центров Хоэнвештедт объединён с округами Аукруг, Ханерау-Хадемаршен и Хоэнвештедт-Ланд. С 2012 года Хоэнвештедт причислен к округу Миттельхольштайн, чей главный административный офис расположен в Хоэнвештедте.

## Достопримечательности
- Петропавловская церковь[нем.] 1769 года постройки работы датско-немецкого архитектора Й. Г. Розенберга[нем.][7]. Также имеются римско-католическая и евангелистско-лютеранская церковь.
- Klostervogtei 1846 года в стиле классицизма.
- На Линдерштрассе стоит так называемый «Дом-раковина». Производитель сувениров ракушек Детлев Хаушильдт украсил окна, двери и углы дома ракушками.
- Бронзовая скульптура «Последнего глашатая» (Utroper) на ступенях ратуши в виде «вола», как напоминание о «воловьей тропе» (Оксенвег[нем.]).
- В парке Вильгельмсхёэ мемориал в память павшим в годы Первой мировой войны. Установлен в 1921 году Альбертом Бродерзеном[нем.].
- Краеведческий музей с библиотекой.
- Хоэнвештедт расположен на окраине природного парка Аукруг[нем.]. С самой высокой вершины Боксберга открывается вид на весь регион.

- Klostervogtei
- Дом-раковина
- Памятник последнему глашатаю
- Монумент павшим воинам

## Население
| Год  | Численность | Численность |
| ---- | ----------- | ----------- |
| 1975 | 4405        | [ 8 ]       |
| 2017 | 5262        | [ 1 ]       |
| 2019 | 5305        | [ 9 ]       |
| 2021 | 5393        | [ 10 ]      |
| 2022 | 5396        | [ 11 ]      |
| 2023 | 5410        | [ 2 ]       |